# Jan-Michael Feustel
Jan-Michael Feustel (* 17. Januar 1951 in Mahlow; † 15. Januar 2009 in Blankenfelde; als Buchautor auch Jan Feustel) war ein deutscher Mathematiker, Heimatforscher und Autor mit zahlreichen Veröffentlichungen zur Heimatgeschichte von Berlin und Brandenburg.

## Leben
Feustel war das Kind des Schriftstellerehepaars Ingeborg Feustel und Günther Feustel. Nach Abschluss der Erweiterten Oberschule wollte Feustel eigentlich Germanistik und Kunstgeschichte studieren. Nach einjähriger erfolgloser Wartezeit begann er dann ein Mathematikstudium an der Humboldt-Universität zu Berlin. Nach Diplomarbeit und Abschluss des Forschungsstudiums mit seiner Promotion 1980 bei Rolf-Peter Holzapfel wechselte Feustel zur Akademie der Wissenschaften der DDR in die Forschungsgruppe „Algebraische Geometrie und Zahlentheorie“. Ein Forschungsschwerpunkt Feustels war die Arithmetische Uniformisierungstheorie.
Da Feustel nach der Überführung der Akademie der Wissenschaften der DDR in die Berlin-Brandenburgische Akademie der Wissenschaften 1992 nur noch eine kurzzeitig befristete Stelle angeboten wurde, beendete er seine mathematische Tätigkeit und wandte sich seinem zweiten Interessengebiet, der Berlin-Brandenburger Regionalgeschichte, zu.
Hierbei trat er als Autor und Wissenschaftsjournalist mit den Schwerpunkten Kirchenbau und Kirchengeschichte und zahlreichen Veröffentlichungen in Erscheinung. Bekannt wurde Feustel darüber hinaus durch zahlreiche fachkundige Führungen durch Berlin und Umgebung.
Feustel war Mitglied der Landesgeschichtlichen Vereinigung für die Mark Brandenburg e. V. sowie Gründungs- und Vorstandsmitglied der Otto Bartning-Arbeitsgemeinschaft Kirchenbau (OBAK).
Ab 1994 arbeitete er eng mit dem Heimatmuseum Friedrichshain zusammen, vor allem im Hinblick auf dessen Ausstellungstätigkeit. Die Ausstellungen „Wilhelminisches Lächeln“ (1994), „Raub und Mord im Kiez“ (1996), „Gebraut und gesoffen – Friedrichshainer Brauereigeschichte“ (1998), „Die East Side Gallery“ (1999), „Friedrichshainer Siedlungs- und Stadtgeschichte“ (2000), „Verschwundenes Friedrichshain“ (2001), „Auf Wasser und Schienen – Friedrichshainer Verkehrswege“ (2001) beispielsweise tragen seine Handschrift.
Er beriet das Museum und veröffentlichte Beiträge zu einigen Ausstellungen in der Berlinischen Monatsschrift des Luisenstädtischen Bildungsvereins.
Das Heimatmuseum Friedrichshain veröffentlichte Schriften Feustels als Begleitmaterial zu Ausstellungen.
Kurz vor seinem 58. Geburtstag starb er durch Herzstillstand nach einem fiebrigen Infekt.

## Schriften
- Wilhelminisches Lächeln (1994)
- Spaziergänge in Friedrichshain (1994)
- Spaziergänge in Lichtenberg (1996)
- Raub und Mord im Kietz (1996)
- Zwischen Bethanien und St. Joseph (1997)
- Entdeckungen im Fläming mit Heinz G. Nitschke (1998)
- Die Quitzows (1998)
- Entdeckungen im Fläming (1998)
- Turmkreuze über Hinterhöfen (1999)
- Verschwundenes Friedrichshain (2001)
- Alte Dorfkirchen in Berlin, mit Fotografin Christel Wollmann-Fiedler (2001)
- Quitzow-Sterne über dem Havelland (2002)
- Fontanes Lieblingskirchen in der Mark, mit Fotografin Christel Wollmann-Fiedler (2003)
- Mit dem Kreuz auf der Rüstung (2005)
- Lebensader durch Sumpf und Sand – 100 Jahre Teltowkanal (2006)
- Die Quitzows – Raubritter und Gutsherren, 2. Auflage (2008)
- Gartenstädte in und um Berlin (2009, nicht mehr vollendet)
- Umbauter Raum als sichtbare Form und Gestalt der Gemeinschaft (2009), posthum in Heft 01/2009 von Arbeitsstelle Gottesdienst (Zeitschrift der Gemeinsamen Arbeitsstelle für gottesdienstliche Fragen der Ev. Kirche in Deutschland)
- Baukunst als Gestalterin des Seins (2009), posthum in Die Gustav-Adolf-Kirche in Berlin-Charlottenburg und ihr Architekt Otto Bartning; Balthasar Verlag Gifhorn
- Zahlreiche (etwa 70) Artikel in der historischen Heftreihe Die Mark Brandenburg (1991–2008)